# Парандрини
Парандри́ни (лат. Parandrinae Latreille, 1802) = Парандрі́ні (лат. Parandrini Blanchard, 1845) — найменша підродина з родини жуків-вусачів, налічує близько 50-и видів. Розповсюджені у аридних тропічних і субтропічних регіонах Землі. Систематичний статус даної групи є дуже дискусійним питанням сучасної ентомології, оскільки одними авторами вважається найдревнішою групою вусачів, яка зберегла свої архаїчні ознаки , натомість інші доводять її прогресивність і включають як трибу до підродини Прионіни . Представники підродини в Україні не поширені.

## Морфологія

### Імаго
Тіло валькувате. Голова прогнатична. Очі мало виїмчасті, складені із грубих фасеток, тоді як у інших вусачів — дрібнофасеткові. Вусики дуже короткі, однакової довжини у самців і самок, кріпляться при основах щелеп, а не біля очей, з інших вусачів лише у примітивної підродини Прионіни вусики наближені до щелеп. Бічний край передньоспинки суцільний без зазубрин і виростів. Передні тазики поперечні. Лапка складається з 5-и однакових, добре помітних члеників, тоді як у інших вусачів 3-й членик розширений, дволопатевий, а 4-й дуже коротенький і непомітний.

### Личинка
Тіло видовжене, м'ясисте, біле.
Голова менш-більш видовжена, її потилицевий отвір розділений широким склеротизованим містком навпіл. Щелепи з двома зубцями: довгим вентральним і коротким дорзальним. Вусики 3-и членикові, їх 2-й членик без сенсили. Наличник широкий, верхня губа видовжена, склеротизована, шкіряста. Очі відсутні — прогресивна ознака.
Пронотум облямований латеральними ґранулами. Ноги відсутні, що є прогресивною ознакою.
Черевце 9-и членикове, 9-й членик довший за 8-й і без склеротизованих виростів чи гачечків.